# Comunione aperta
La comunione aperta (chiamata anche "ospitalità eucaristica" o "intercomunione") è quella pratica per la quale alcune chiese cristiane (intese in senso locale o denominazionale) permettono a membri di chiese diverse dalla propria di ricevere (a vario titolo) gli elementi del pane e del vino durante la celebrazione della Cena del Signore (chiamata anche Eucaristia o Santa Cena).
Pure si intende comunione aperta la possibilità offerta da alcune chiese a persone (ancora) non battezzate, di partecipare alla Cena del Signore.
La comunione aperta si contrappone così alla pratica della comunione chiusa (o ristretta), laddove la partecipazione al rito della Cena del Signore è riservato solo alle persone battezzate che siano membro di quella chiesa particolare e/o solo a quelle con le quali siano in rapporto di piena comunione o comunque riconosciute come chiese legittime.

## Discussione
La questione della comune partecipazione di tutti coloro che si professano cristiani alla celebrazione eucaristica è una delle grandi questioni ancora irrisolte dal movimento ecumenico La grande frammentazione delle chiese cristiane, la loro diversa comprensione di che cosa significhi essere chiesa, del valore da attribuire ai sacramenti (o ordinanze) ed il reciproco riconoscimento come autentiche chiese a tutti gli effetti, rende questo problema particolarmente complesso.
Si rileva, infatti, come questo sia un grande paradosso: la celebrazione stessa istituita da Gesù per unire i suoi discepoli, quel pane e quel vino ai quali osa accostarsi persino il traditore Giuda Iscariota, segno del dono incondizionato di tutto sé stesso che Gesù fa loro (il suo "corpo" ed il suo "sangue"), è diventata nel corso dei secoli e rimane a tutt'oggi occasione e ragione di dispute.

## La comunione aperta nella storia
Fra i personaggi meno sospettabili di "liberalismo", eppure strenui sostenitori della comunione aperta, è il puritano John Bunyan, autore de Il pellegrinaggio del cristiano. Pur rimanendo saldamente battista e riformato, a differenza dei suoi fratelli in fede, Bunyan rifiuta di escludere delle persone dalla Cena del Signore solo perché non erano state battezzate secondo le persuasioni dei Battisti. Egli mette in rilievo questo punto nel 1673 nell'opera: "Differenze di giudizio sul battesimo d'acqua: non costituisce alcun impedimento alla comunione".. Ad un certo punto scrive: "Io ti ho anche detto come il battesimo non ti renda membro della chiesa, né ti renda visibilmente un santo. Esso quindi non ti dà (di per sé) né diritto ad essere membro di chiesa né ti rende tale". Il punto che Bunyan intende avvalorare è che il battesimo, essendo un segno esteriore e visibile, non rappresenta di per sé una speciale chiave per entrare nel regno dei cieli.  Bunyan rimarrà fedele a questa sua posizione sulla comunione e, secondo la rivista Christian History, "rimase in comunione sia con i Battisti che con i congregazionalisti". Questo in apparente contraddizione con le parole del Signore riportate dall'evangelista s. Giovanni:

## L'attuale situazione nelle chiese

### Protestantesimo "storico"
La condivisione della celebrazione eucaristica avviene oggi prevalentemente nel protestantesimo storico. La Concordia di Leuenberg (1973) stabilisce che le Chiese riformate e luterane d'Europa (alle quali si sono poi aggiunte le Chiese metodiste) "si accordano reciprocamente comunione nella Parola e nei sacramenti, e tendono alla massima comunanza possibile nella testimonianza e nel servizio al mondo" (n. 29). Accordi simili a questo esistono nelle altre parti del mondo. Sin dal 1954 l'Alleanza riformata mondiale raccomanda l'ammissione alla Mensa del Signore "ogni persona battezzata che ama e confessa Gesù Cristo come Signore e Salvatore". Questa è anche la posizione condivisa dagli anglicani, che accolgono alle loro celebrazioni eucaristiche tutti i battezzati che partecipano alla vita liturgica delle loro chiese.

### Evangelicalismo
La situazione è diversa per le chiese evangelicali. Nella loro più gran parte esse pongono l'autentica conversione della persona a Cristo, suggellata dal battesimo per immersione (o comunque con una pubblica confessione di fede), come requisito indispensabile per la partecipazione alla Cena del Signore, il quale richiede comprensione e adesione al suo significato. Il battesimo del credente, inoltre, lo sottopone al controllo della disciplina della Chiesa alla quale appartiene. Tutto questo è considerato offrire relative "garanzie" per la sacralità della celebrazione eucaristica che, così, non verrebbe dissacrata dal formalismo o dall'eventuale "indegnità" morale e spirituale di chi vi partecipa.. Il battesimo del credente assume allora una funzione di "salvaguardia" della celebrazione della Santa Cena, cosa che, teoricamente, nel Cattolicesimo viene assunta dal requisito preliminare della Confessione, peraltro necessaria sono nel caso che il fedele abbia commesso un "peccato mortale". Rifiutare la "comunione aperta" è quindi essenzialmente la necessità di "proteggere" adeguatamente la Cena del Signore, cosa che viene considerata non garantita dando accesso ad essa a chi è stato battezzato da piccolo. Altre chiese sono meno radicali e, relativizzando il battesimo chiedono che chi si accosta alla Santa Cena abbia fatto almeno una pubblica confessione della sua fede e/o sia membro regolare "in buona considerazione" e non sottoposto ad azioni disciplinari.
Le "Assemblee dei fratelli" non accolgono alla celebrazione della Cena del Signore chi è stato battezzato da bambino, non riconoscendo la validità di tale battesimo. Nel pluriforme cristianesimo pentecostale e in quello battista le posizioni sono differenziate. In virtù del congregazionalismo che le caratterizza, ogni comunità locale è libera di regolare questa come pure altre questioni secondo le decisioni delle proprie assemblee.

### Chiesa cattolica, Chiesa ortodossa, Monofisiti
Nell'ambito della Chiesa cattolica i ministri amministrano lecitamente i sacramenti della penitenza, dell'Eucaristia e dell'unzione degli infermi ai membri delle Chiese orientali, che non hanno comunione piena con la Chiesa cattolica, qualora li richiedano spontaneamente e siano ben disposti; ciò vale anche per i membri delle altre Chiese, le quali, a giudizio della Sede Apostolica, relativamente ai sacramenti in questione, si trovino nella stessa condizione delle predette Chiese orientali.
Parimenti la chiesa cattolica permette di ricevere i sacramenti della penitenza, dell'Eucaristia e dell'unzione degli infermi da ministri non cattolici, nella cui Chiesa sono validi i predetti sacramenti.
La Chiesa Ortodossa invece permette solo in casi eccezionali e con un permesso speciale la somministrazione dei sacramenti a cristiani di altre chiese;  non riconosce inoltre la validità dei sacramenti impartiti a fedeli ortodossi da altre chiese.
Da queste chiese si distingue la Chiesa apostolica armena che, in occasioni ecumeniche, pratica la "comunione aperta", cioè accoglie alle proprie celebrazioni eucaristiche cristiani battezzati di altre chiese, ma per questo è criticata dalle Chiese ortodosse.

## La partecipazione dei non battezzati
Generalmente ancora più rara e ancora più contestata è la libera partecipazione alla Cena del Signore che includa persone che non siano (mai) state battezzate.
Alcune denominazioni come la Chiesa metodista unita (United Methodist Church) offrono la comunione a chiunque, senza fare inchieste lasciando la cosa alla coscienza individuale davanti a Dio. Essa invita a parteciparvi: "tutti coloro che aspirano a vivere in comunione con il Dio trino e l'uno con l'altro... tutti coloro che rispondono con fede all'invito sono benvenuti. Le persone non battezzate che, per grazia di Dio, rispondono all'invito, sono esortate a ricevere l'istruzione sul significato del battesimo ed a farsi battezzare il più presto possibile come segno della conversione che è avvenuta nell'atto di ricevere l'Eucaristia... L'invito alla Mensa del Signore proviene dal Cristo risorto e presente. Cristo invita alla sua Mensa tutti coloro che lo amano, si ravvedono dai loro peccati e cercano di vivere come discepoli di Cristo. La santa Comunione è un dono di Dio alla chiesa ed un atto della comunità di fede. Rispondendo a questo invito noi affermiamo ed approfondiamo il nostro rapporto personale con Dio attraverso Gesù Cristo ed il nostro impegno di membri del corpo di Cristo e nella Sua missione". I metodisti, così accolgono i non battezzati alla Cena del Signore perché, sebbene il battesimo sia preferibile, esso non è ritenuto essenziale alla salvezza. Una volta esteso l'invito, la responsabilità di parteciparvi o meno sta nell'individuo stesso che deve determinare fino a che punto sia consapevole del significato dell'atto che compie partecipandovi.
Per questo, le chiese che aprono a tutti coloro che lo desiderano partecipare alla Cena del Signore, non si ritengono legittimate ad interferire fra un individuo e Cristo. Alcune tradizioni ritengono che vi siano certe circostanze per le quali un individuo non dovrebbe presentarsi alla comunione, ma la cosa viene lasciata alla sua discrezionalità.
Per altre chiese il concetto stesso di "indegno a ricevere la Cena del Signore" è sconosciuto e, di fatto, il rifiuto di porgere gli elementi del pane e del vino ad una persona sarebbe considerato scandaloso.